# Sancta Dei civitas
Sancta Dei civitas (en español, La ciudad santa de Dios) es la sexta encíclica de León XIII, publicada el 30 de septiembre de 1880, dedicada al trabajo de las misiones, y a las asociaciones que les ayudan

## Contenido
Sancta Dei civitas quae est Ecclesia, cum nullis regionum finibus contineatur, banc habet vim a Conditore suo inditam, ut in dies magis dilatet locum tentorii sui, et pelles tabernaculorum suorum extendat.
La ciudad santa de Dios que es la Iglesia, no estando circunscrita por ningún límite de regiones, tiene la fuerza infundida por su Fundador para ensanchar cada vez más "el lugar de su tienda y extender sus cortinas" 

Este crecimiento de la cristiandad, explica el papa, es ante todo obra del Espíritu Santo, pero se realiza mediante la predicación del evangelio que corresponde a aquellos legítimamente iniciados en los sagrados misterios.

A éstos, ciertamente, les aportan no poca ayuda ni ligero consuelo los que están acostumbrados a prestarles asistencia externa o con oraciones elevadas a Dios para atraer sobre ellos los dones celestiales. Por eso en el Evangelio se alaba a aquellas mujeres que "ayudaban con sus propios bienes".

Esta tarea -dar y orar-, además de ser muy útiles para ensanchar el Reino de los Cielos, tienen la ventaja de que puede ser realizada fácilmente por personas de toda condición. Es propio de esta época asociarse con otras personas para emprender tareas difíciles que no podrían llevarse a cabo individualmente, Entre las sociedades que han nacido para ayudar a las misiones, la más eminente es piadosa asociación formada hace unos sesenta años en Lyon, Francia, y que tomó el nombre de Propaganda de la Fe. Aunque en un principio se proponía ayudar a algunas misiones de América, su labor se ha extendido a todas la misiones. Esta sociedad fue aprobada por los papas Pío VII, León XII y Pío VIII, que la recomendaron calurosamente y la enriquecieron con indulgencias. Gregorio XVI, escribió de ella:

Esta obra verdaderamente grande y santísima se sostiene, se ensancha, crece con las modestas ofrendas y con las oraciones diarias elevadas a Dios por sus amigos; obra que, dirigida a sostener los obreros apostólicos, al ejercer la caridad cristiana hacia los neófitos, al librar a los fieles del ímpetu de las persecuciones, considerada por Nosotros dignísima de la admiración y del amor de parte de todos los buenos. Tampoco puede creerse que sin un designio particular de la divina Providencia, tan gran ventaja, tan gran utilidad, haya recaído en la Iglesia en los últimos tiempos. En efecto, mientras el enemigo infernal atormenta a la amada Esposa de Cristo con artificios de toda índole, nada más oportuno le podría haber ocurrido que la defensa y el esfuerzo conjunto de todos los fieles inflamados por el deseo de difundir la verdad católica y ganar a todos para Cristo.

Tras esta alabanza el Gregorio XVI pidió a los obispos que procurasen con empeño que esta institución creciese en su diócesis; Su sucesor Pío IX, no se apartó de este línea de acción. Emulando a esta sociedad nacieron otras dos sociedades misioneras: la Santa Infancia de Jesucristo, con el objeto de educar en las costumbres cristianas a los niños abandonados por sus padres, especialmente en China;  y las Escuelas de Oriente. que trabaja especialmente con los adolescentes. Ambas sociedades ayudan a la más antigua Propaganda Fide, habiendo sido alabada como ella por los Pontífices, enriqueciéndolas con indulgencias.
Estas sociedades han venido dando frutos abundantes a la Congregación de Propaganda Fide. Sin embargo, los males que aquejan a la sociedad y los ataques que ha recibido la Iglesia, parece haber enfriado la caridad de los fieles, y las dificultades económicas que pueden atravesar y el miedo a que lleguen momentos aún peores han reducido las ayudas que llegan a las misiones. Por otra parte, disminuye el número de los misioneros, y los que por enfermedad o la muere deben dejar esta labor, no alcanzan a ser sustituidos, pues leyes nocivas han disuelto familias religiosas que proporcionaban misioneros, y arrebatado del altar clérigos que son obligados a cumplir deberes militares; y los bienes de unos y otros confiscados. Mientras tanto, el acceso a regiones que antes eran accesibles supone nuevos campos para la misiones.
A estas contradicciones se une que 

muchas veces hombres falaces, sembradores de errores, se disfrazan de apóstoles de Cristo, y abundantemente provistos de ayudas humanas, impiden el oficio de los sacerdotes católicos, o se insinúan en el lugar de los que fallan, o se sientan en una silla erguida contra ellos, creyendo que han alcanzado suficientemente su fin

Todas estas circunstancias, el papa considera su deber estimular el celo y la caridad de los cristianos, moverlos a que ayuden al trabajo evangelizador de las misiones tanto con su oración como con sus limosnas, por ello exhorta a los Obispos para que, confiando en el Señor, trabajen para ayudar a las misiones apostólicas. 

Por eso, cada uno en el lugar donde Dios le ha puesto al cuidado del rebaño, hagamos todos los esfuerzos posibles para que las sagradas misiones estén provistas de aquellas ayudas de las que, como hemos recordado, la Iglesia se ha servido desde el principio, a saber, la predicación del Evangelio, las oraciones y las limosnas de los hombres piadosos. Si, pues, encuentras algunos celosos de la gloria divina y dispuestos y aptos para emprender las sagradas misiones, anímalos para que, una vez explorada y conocida la voluntad de Dios, no se dejen aprisionar por la carne y la sangre, sino que se apresuren a secundar las voces del Espíritu Santo.

El papa concluye su encíclica, manifestando su confianza en que, como consecuencia de este empeño pastoral, todos los fieles responderán a esta petición impidiendo así que el afán de extender el reino de Cristo pueda ser superado por los que se esfuerzan por propagar el dominio del demonio.